# Ary Scheffer
Ary Scheffer (in Nederland ook Arij Scheffer) (Dordrecht, 10 februari 1795 - Argenteuil, 15 juni 1858) was een Nederlands-Franse kunstschilder uit de romantische school.

## Leven en werk
Scheffer werd geboren als zoon van Johan Bernard Scheffer (1773 - 1809), geboren in Homburg, die eveneens beroepsschilder was. Zijn moeder was Cornelia Lamme (1769 - 1839), miniaturenschilder en afkomstig uit een kunstenaarsfamilie. In 1797 verhuisde het gezin naar Den Haag. Later vertrokken ze naar Amsterdam, waar vader Scheffer één jaar hofschilder van koning Lodewijk Napoleon was. Na diens dood verhuisde het gezin naar Brussel. Scheffers moeder verhuisde twee jaar later (in 1811) naar Parijs.
In Parijs raakte Scheffer bevriend met Eugène Delacroix en Théodore Géricault. Samen met hen maakte hij deel uit van de groep kunstenaars die sociaal en politiek (nationaal en internationaal) geëngageerd was en de Julirevolutie in 1830 een warm hart toedroeg. In de jaren erna groeide zijn succes en bekendheid. Ook materieel ging het hem goed en hij had hooggeplaatste en beroemde vrienden, waaronder markies de Lafayette en George Sand. Daarnaast hoorden tot zijn vriendenkring de componisten Franz Liszt, Charles Gounod en Frédéric Chopin; van de laatste maakte hij drie portretten. In Parijs kreeg hij in 1830 een dochter, Cornelia Scheffer.
Door zijn nauwe band met het koningshuis van de Julimonarchie (hij gaf beeldhouwles aan prinses Marie) kwam hij in moeilijkheden tijdens de Tweede Republiek in 1848. In 1850 liet hij zich tot Fransman naturaliseren. Zijn broer Henry Scheffer was eveneens een gevestigde schilder in Parijs, gelieerd aan het huis van koning Louis-Philippe.
Hij schilderde vele portretten en typisch romantische motieven als politieke revoluties (Griekenland, Polen) en literatuur (Goethe, Byron, Shakespeare, Dante...), maar vatte na 1840 meer en meer religieuze onderwerpen aan. Hij bleef tot aan zijn dood schilderen, al raakte hij na 1848, toen het realisme zijn entree deed, in de Parijse kunstwereld uit de mode. Scheffer overleed op 63-jarige leeftijd. Hij werd begraven op Cimetière de Montmartre te Parijs, waar zijn grafmonument nog steeds kan worden bezocht. Vier jaar na zijn dood werd op de Beurs te Dordrecht (nadien: Scheffersplein) een standbeeld voor hem onthuld, gemaakt door Joseph Mezzara naar het ontwerp van Ary's dochter Cornelia. In Parijs is een straat naar hem vernoemd.
Het Dordrechts Museum, dat in 1995 een jubileumtentoonstelling aan Scheffer wijdde, beschikt over een groot aantal schilderijen van zijn hand.
In Parijs woonde Ary Scheffer in de Rue Chaptal nummer 16, waar nu het Musée de la Vie romantique is gevestigd. In het museum is de hele eerste verdieping aan zijn leven en werken gewijd (de benedenverdieping aan George Sand).
In 2024-2025 is er een expositie in het Dordrechts Museum genaamd Liberté, waarbij de bezoeker, met Ary Scheffer als leidraad, wordt meegenomen naar de Franse romantiek, een tijd van politieke onrust en culturele bloei.

## Galerij

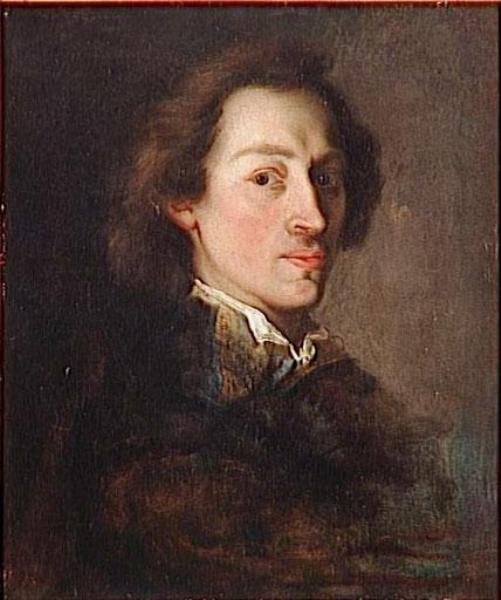
Portret van Frédéric Chopin, ca. 1846, Kasteel van Versailles
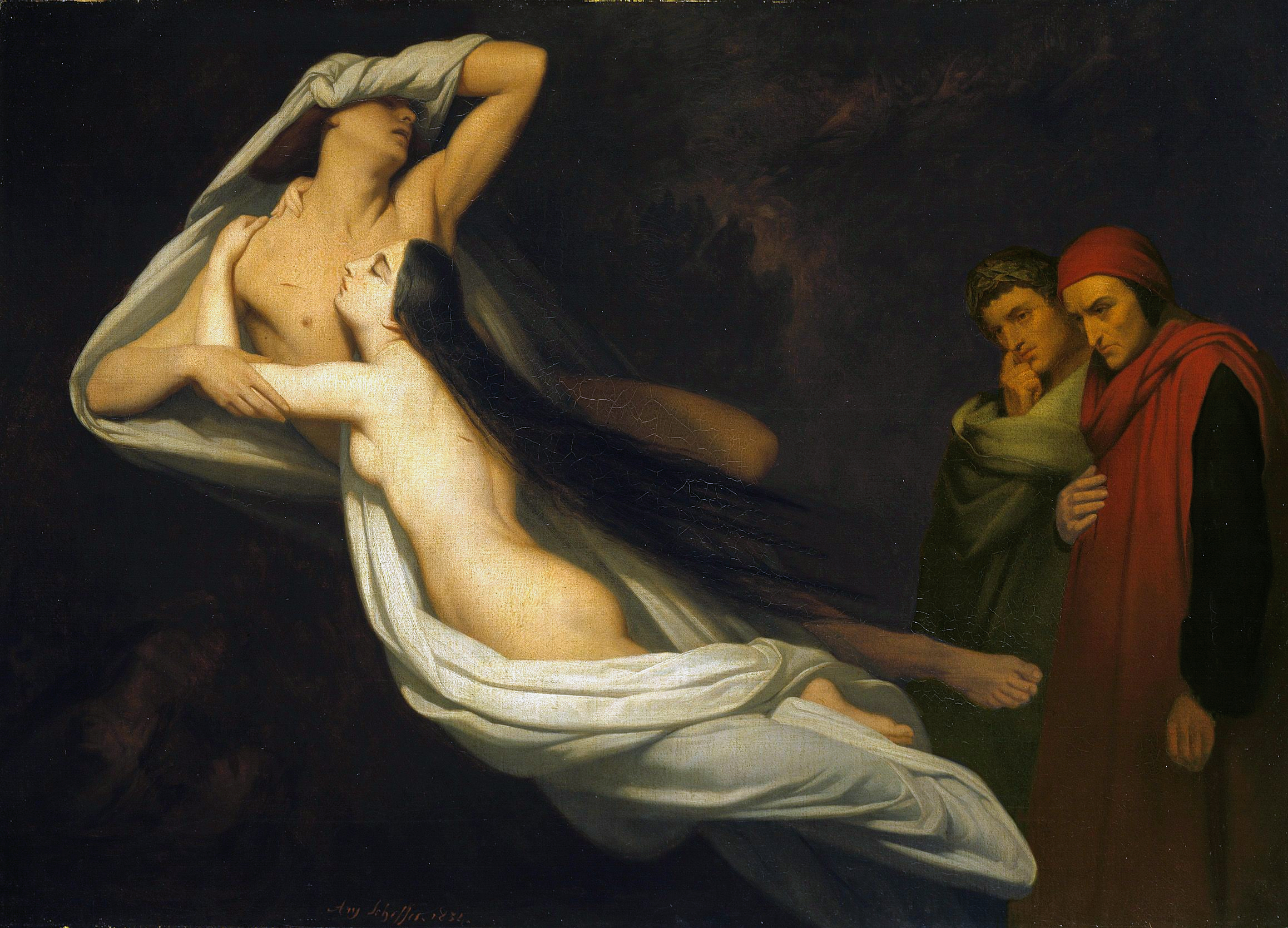
Francesca da Rimini en Paolo Malatesta aanschouwd door Dante en Vergilius, 1854, Kunsthalle Hamburg
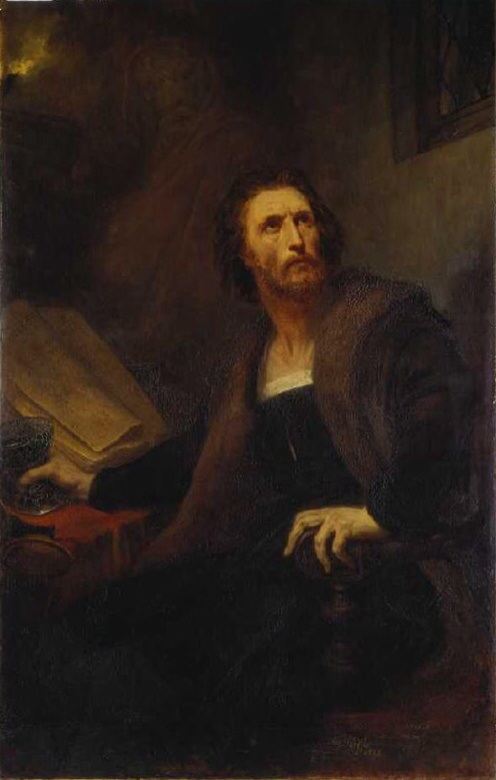
Faust met de gifbeker, 1858, Hermitage, Sint-Petersburg
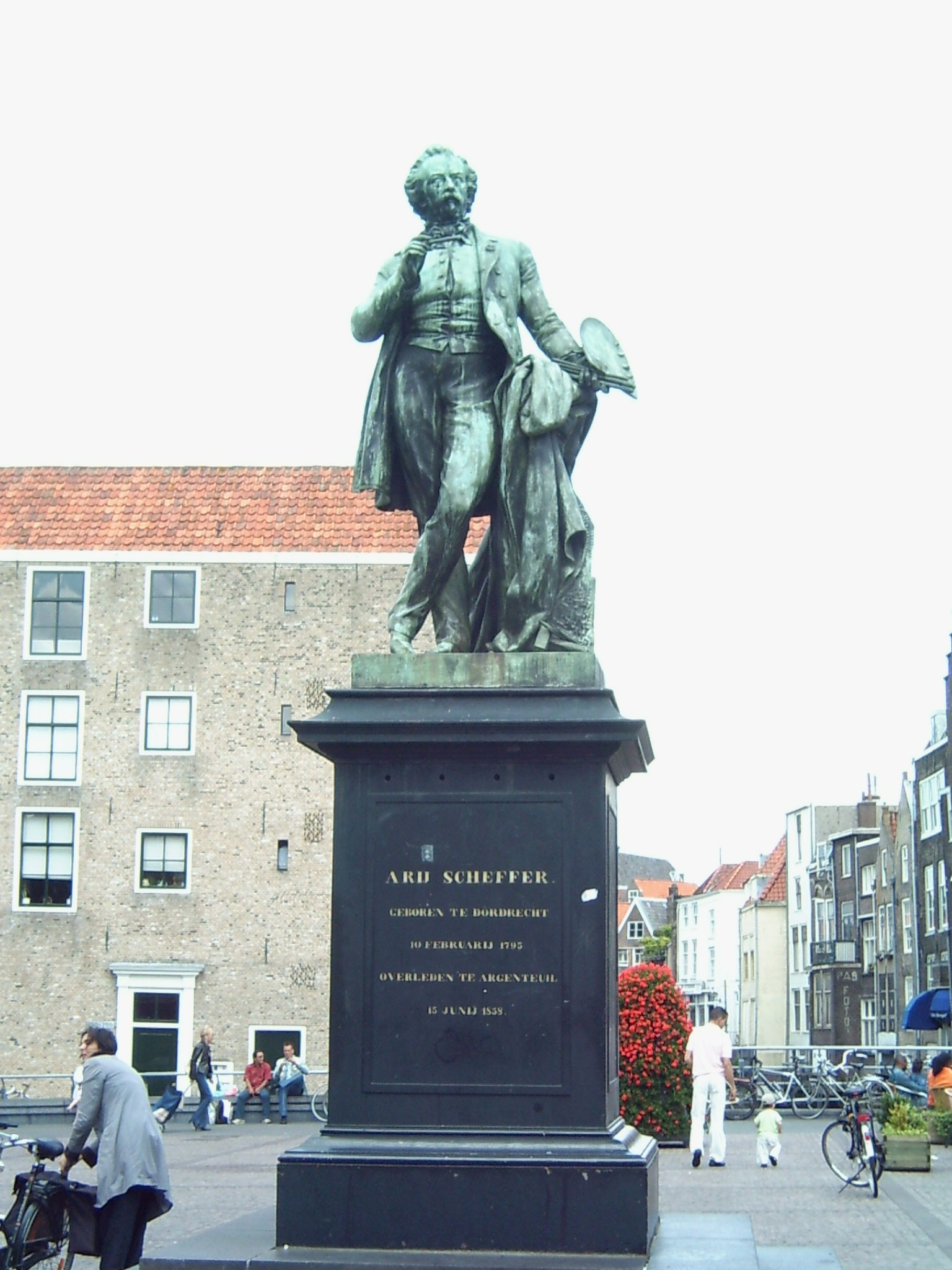
Standbeeld van Ary Scheffer, 1862, Scheffersplein, Dordrecht